# Bolitoglossa pandi
Bolitoglossa pandi es una especie de salamandras en la familia Plethodontidae.
Es endémica de Colombia.
Su hábitat natural son los montanos húmedos tropicales o subtropicales.
Está amenazada de extinción debido a la destrucción de su hábitat.